# 中山こども園
中山こども園(なかやまこどもえん）は、愛知県豊田市西中山町にある公立幼稚園。

## 卒園後の進路
豊田市立中山小学校
豊田市立加納小学校

## 交通アクセス
- とよたおいでんバス藤岡・豊田線（西中山経由）､小原・豊田線｢後田」バス停下車徒歩約6分。
- ふじバス西市野々線､三箇線｢後田｣バス停下車徒歩約6分。
- 名鉄三河線猿投駅より徒歩25分。